# Black Diamond (Florida)
Black Diamond és una concentració de població designada pel cens dels Estats Units a l'estat de Florida. Segons el cens del 2000 tenia 694 habitants.

## Demografia
Segons el cens del 2000, Black Diamond tenia 694 habitants, 248 habitatges, i 212 famílies. La densitat de població era de 70,9 habitants per km².
Dels 248 habitatges en un 15,3% hi vivien nens de menys de 18 anys, en un 84,7% hi vivien parelles casades, en un 0,8% dones solteres, i en un 14,5% no eren unitats familiars. En l'11,7% dels habitatges hi vivien persones soles el 4% de les quals corresponia a persones de 65 anys o més que vivien soles. El nombre mitjà de persones vivint en cada habitatge era de 2,23 i el nombre mitjà de persones que vivien en cada família era de 2,39.
Per edats la població es repartia de la següent manera: un 9,7% tenia menys de 18 anys, un 1,4% entre 18 i 24, un 10,7% entre 25 i 44, un 39% de 45 a 60 i un 39,2% 65 anys o més.
L'edat mediana era de 62 anys. Per cada 100 dones de 18 o més anys hi havia 81,7 homes.
La renda mediana per habitatge era de 107.771 $ i la renda mediana per família de 105.987 $. Els homes tenien una renda mediana de 0 $ mentre que les dones 32.500 $. La renda per capita de la població era de 53.621 $. Entorn del 5,7% de les famílies i el 3,7% de la població estaven per davall del llindar de pobresa.

## Poblacions properes
El següent diagrama mostra les poblacions més properes.